# Joel McHale
Joel Edward McHale là một diễn viên điện ảnh, diễn viên lồng tiếng Mỹ.

## Tiểu sử
McHale đầu là con thứ nhì trong ba anh em, anh sinh ra ở Roma, Ý vào ngày 20 tháng 11 năm 1971. Mẹ của anh, Laurie, từ Vancouver, British Columbia, và cha của anh, Jack, từ Chicago. McHale và anh em của mình đã được sinh ra ở Rome, nơi mà cha của họ đã làm việc cho một trường đại học Mỹ. Ông lớn lên trong khu vực Seattle, tốt nghiệp Trường trung họ Mercer Island vào năm 1991. Anh cũng tham gia tại Nhà hát Thanh niên Tây Bắc.
Anh tốt nghiệp cử nhân lịch sử từ Đại học Washington vào năm 1995. Trong khi tại Đại học Washington, McHale một thời gian ngắn thuộc Theta Chi Fraternity. Anh được tuyển dụng để được vào đội chèo thuyền, nhưng sau đó đi vào các đội bóng bầu dục, chơi trong hai năm. McHale nhận tốt nghiệp sĩ Mỹ thuật từ Chương trình đào tạo diễn viên chuyên nghiệp tại Đại học Washington.